# Familia Gnuni
Los Gnuni (en armenio: Գնունի) era una familia de la nobleza armenia (najarar), que afirmaba ser descendiente de los reyes de Urartu. Según Moisés de Corene, eran descendientes del rey de Asiria, Senaquerib, un reclamo que comparten con los Arcrunis. 
En la corte de los reyes armenios, ocupaban la posición hereditaria de los azarapates ("senescal"). Unas décadas después de la batalla de Bagrauandena del 25 de abril de 775, los gnunis abandonaron sus tierras ancestrales y se refugiaron en Taik por influencia de Ashot Msaker.